# Halosensaari (ö i Norra Karelen)
Halosensaari är en ö i Finland. Den ligger i sjön Orivesi och i kommunen Rääkkylä i den ekonomiska regionen  Mellersta Karelens ekonomiska region  och landskapet Norra Karelen, i den sydöstra delen av landet, 300 km nordost om huvudstaden Helsingfors. Öns area är 3,6 hektar och dess största längd är 330 meter i sydöst-nordvästlig riktning.